# Пижовиці
Пижовиці (пол. Pyrzowice) — село в Польщі, у гміні Ожаровиці Тарноґурського повіту Сілезького воєводства.
Населення — 578 осіб (2011).
У 1975-1998 роках село належало до Катовицького воєводства.

## Демографія
Демографічна структура станом на 31 березня 2011 року:
|          | Загалом | Допрацездатний вік | Працездатний вік | Постпрацездатний вік |
| -------- | ------- | ------------------ | ---------------- | -------------------- |
| Чоловіки | 288     | 49                 | 207              | 32                   |
| Жінки    | 290     | 43                 | 181              | 66                   |
| Разом    | 578     | 92                 | 388              | 98                   |